# Oliveira (Mesão Frio)
Oliveira is een plaats (freguesia) in de Portugese gemeente Mesão Frio en telt 456 inwoners (2001).